# Chris Kazan
Chris Kazan, né le 16 décembre 1938 à New York et mort le 14 décembre 1991 à Santa Monica, est un scénariste américain.
Il est le fils du cinéaste Elia Kazan et le frère du réalisateur Nicholas Kazan.
Il a notamment écrit le film Les Visiteurs (1972), réalisé par son père.